# Hammarby TFF
Hammarby Talangfotbollsförening är Hammarby Fotbolls talanglag som inledningsvis drevs under perioden 2002-2011 och som sedan återuppstod 2016. Som bäst nådde klubben en fjärdeplats i Division 1 Norra 2010. Laget uppstod i mars 2002 när Pröpa SK överlät sin serieplats i division IV Stockholm Mellersta till Hammarby U. Hammarby IF behövde ett lag för sina talangfulla spelare som var för gamla för juniorlaget, men som inte lyckats slå sig in i A-laget. Dessa spelare behövde få bättre matchning än spel i reservlaget. Ett flertal spelare har blivit uppflyttade från Hammarby TFF till Hammarbys A-lag. Hammarbys samarbete med Hammarby Talangfotbollförening ingick i Hammarby Fotboll AB:s verksamhet. I oktober 2011 meddelades att Hammarby Talangfotbollsförening läggs ned och ersätts av ett U21-lag i Hammarby IF:s regi.  
2016 startades föreningen upp igen med flera olika lag för spelare mellan 13 och 19 års ålder.  Denna gång i regi av ungdomssidan inom Hammarby som en "systerförening" till Hammarby IF FF. 2018 startades även ett seniorlag i Division 5. Efter två säsonger lades seniorlaget åter ner. Klubbens plats i Division 4 övertogs av IK Frej från Täby inför säsongen 2021. Föreningen HTFF lever dock vidare på  ungdomssidan.
Den fjärde mars 2021 beslutade föreningen som drev IK Frejs seniorfotbollslag i Division 1 Norra att byta namn till "Hammarby TFF Herrfotboll" och blev därmed den tredje upplagan av HTFF på seniorsidan.
Johannes Hopf var den siste HTFF seniorspelaren som även representerade Hammarbys a-lag från den första upplagan av klubben, medan Axel Sjöberg 2021 blev den förste från det "nya HTFF" att ta steget upp.

## Historia

### Första upplagan
Hammarby IF behövde ett lag för sina överåriga juniorspelare som ännu inte lyckats slå sig in i A-laget. Dessa spelare behövde få bättre matchning än spel i reservlaget. Med "riktigt" tävlingsspel, helst i Division III eller högre, hoppas Hammarby att spelarna får en bättre utvecklingskurva. Tommy Davidsson blev den som valdes att leda projektet. I mars 2002 inledde Hammarby ett samarbete med föreningen Pröpa SK - hemmahörande i division IV Stockholm Mellersta - vilka överlät sin serieplats till Hammarby U. En trupp bildades strax före seriestart med de spelare som ingick i den befintliga A2-truppen. Denna trupp bestod dock endast av 8 ytterspelare och två målvakter, varför man fyllde på med spelare från juniortruppen. 
Inför seriestarten 2002 med Pröpa/Hammarby U var Tommy Davidssons enkla direktiv att vinna serien, då detta ansågs som väldigt viktigt för Hammarbys framtida utveckling. Laget spelade första året i Pröpas namn, men i Hammarbys gamla tigerrandiga tröjor från 1999, försedda med Hammarbys emblem. Svenska Fotbollförbundet godkände detta efter lite funderande.
Endast ett par träningsmatcher hanns med innan seriestarten. Säsongen började inte så bra; seriepremiären förlorades och insatserna gav väldigt blandat resultat under början av våren. Stabiliteten i laget blev dock bättre varefter och till sommaren var laget i serieledning. Hösten startade också mycket förtroendegivande, men några bottennapp senare under hösten innebar hela tiden en strid om seriesegern. I näst sista omgången kunde laget dock avgöra och bli klara seriesegrare. Målsättningen inför säsongen var nådd.
Alla lag var inte så glada att Hammarbys U plötsligt dök upp i serien. Ett par lag lämnade in en protest mot Pröpa/Hammarby U efter säsongen, vilken Svenska Fotbollförbundet dock avslog.
Pröpa bytte inför 2003 namn till Hammarby Talangfotbollsförening (HTFF).
Den första säsongen i Division III 2003 började svagt och efter åtta matcher hade man bara skrapat ihop sex poäng. Efter detta ryckte man dock upp sig rejält och man vann tre raka matcher med en total målskillnad på 16-5. HTFF slutade till sist åtta, med fyra poängs marginal ner till kvalplatsen.
2004 höll man sig i toppen hela säsongen och genom en seger med 5-0 över Gröndals IK på Kanalplan i den näst sista omgången, blev HTFF klara för Division II.
Inför säsongen 2007 tog Stefan Fredriksson över som tränare för HTFF. 2008 blev Roger Franzén tränare för HTFF.
2009 Vann HTFF Div II Södra Svealand och kvalificerade sig därigenom för spel i division i säsongen 2010. Första året i Div I blev en succé där laget slutade fyra. Roger Franzén fick då chansen att ta över Hammarbys A-lag och tog med sig flertalet spelare från HTFF.
2011 blev raka motsatsen - A-laget med Franzén i spettsen floppade och fick kämpa för nytt kontrakt i Superettan vilket renderade i att Franzén fick sparken. Samtidigt gick det ännu sämre för HTFF, nu med före A-lagsspelaren Klebér Saarenpää som huvudtränare, laget kom sist i Div 1 Norra. Laget lyckades endast vinna fem av 26 möjliga matcher och släppte in hela 61 mål, överlägset sämst i serien.
Den tjugonde oktober 2011 kom så beskedet från Hammarby IF:s sida att HTFF läggs ner och ersätts av ett traditionellt U21-lag. Platsen i serien övergår till Boo FF som kommer att spela under namnet Nacka FF.
.

### Andra upplagan
2016 blåste Hammarby åter liv i HTFF, denna gång som en förlängning av ungdomsverksamheten vilket möjliggör för klubben att exempelvis ha två stycken akademilag på varje åldersnivå. Syftet är att möjliggöra fotboll för fler ungdomar inom klubben. 2018 valde man att även starta upp ett seniorfotbollsverksamheten igen genom att HTFF inför säsongen 2019 tog över Enskededalen FC:s plats i Division 5.
Bland spelarna återfanns många före detta Hammarby juniorer och seniorspelare som nu lagt ner elitkarriären inklusive några spelare som spelat i HTFF under klubbens första period. Klubben slutade trea i serien och blev därmed uppflyttade till Division 4. Efter en säsong i Division 4 Södra Stockholm 2020 där laget slutade 10 av 12 lag lades HTFF:s seniorverksamhet ned för andra gången i slutet av året. Platsen övertogs av IK Frej (se nedan). Tränare under de två åren var Bo Wester och Lars-Magnus Wester. I truppen återfanns bland annat: Benny Lekström, Haris Laitinen,  Isak Dahlin, Sebastian Holmquist, Andreas Dahl, Kristoffer ”Poppen” Björklund och Chiharu Stocklassa.

### Tredje upplagan
Sedan 2018 hade Hammarby IF ett samarbete med Täbyklubben IK Frej där spelare som var precis utanför a-truppen skulle få speltid. IK Frej fick dock stora ekonomiska problem och riskerade konkurs. En överenskommelse mellan klubbarna slöts då att Hammarby genom sina sponsorer skulle betala av IK Frejs skulder i utbyte mot kontroll av styrelsen i den förening som drev a-lagsverksamheten. I utbyte fick IK Frej möjligheten att istället för att försätta a-lagsverksamheten i konkurs ta över det tidigare HTFF lagets plats i Division 4.
I februari 2021 togs sedan ett beslut på IK Frejs medlemsmöte att formellt lämna IK Frejs alliansförening, flytta verksamheten till Hammarby IP och att byta namn till Stockholms Talangfotbollsförening, förkortat STFF. Det nya namnet stoppades dock av Stockholms Fotbollsförbund vars namn också förkortas STFF. I mars ändrades därför namnet till Hammarby Talangfotbollsförening Herrfotboll, därmed återuppstod HTFF igen och klev säsongen 2021 in i Ettan Norra.

## Tabellplaceringar
| - 2002 Pröpa/Hammarby U Division IV Stockholm mellersta, slutar 1:a. - 2003 Hammarby TFF Division III Östra Svealand, slutar 8:a. - 2004 Hammarby TFF Division III Östra Svealand, slutar 1:a. - 2005 Hammarby TFF Division II Östra Svealand, slutar 8:a. - 2006 Hammarby TFF Division II Östra Svealand, slutar 7:a.. - 2007 Hammarby TFF Division II Östra Svealand, slutar 10:a, kvar efter kvalspel. - 2008 Hammarby TFF Division II Södra Svealand, slutar 3:a. - 2009 Hammarby TFF Division II Södra Svealand, slutar 1:a. - 2010 Hammarby TFF Division I Norra, slutar 4:a. - 2011 Hammarby TFF Division I Norra, slutar 14:a. - 2019 Hammarby TFF Division V Stockholm Mellersta, slutar 3:a - 2020 Hammarby TFF Division IV Stockholm Södra, slutar 10:a - 2021 Hammarby TFF Ettan Norra, slutar 12:a. - 2022 Hammarby TFF Ettan Norra, slutar 6:a. - 2023 Hammarby TFF Ettan Norra, slutat 9:a. - 2024 Hammarby TFF Ettan Norra, slutat 4:a. |

## Spelare

### Spelartruppen
(L) - Inlånad spelare
| Nummer      | Land      | Spelare                        | Födelsedatum      | Kom från            | Moderklubb            |
| Målvakter   | Målvakter | Målvakter                      | Målvakter         | Målvakter           | Målvakter             |
| ----------- | --------- | ------------------------------ | ----------------- | ------------------- | --------------------- |
| 1           | Sverige   | Liam Rönnelöw                  | 29 januari 2004   | Hammarby IF         | Hanvikens SK          |
| 40          | Sverige   | Amar Dzevlan                   | 5 februari 2003   | Örebro Syrianska IF | IFK Haninge           |
| -           | Sverige   | Elton Fischerström Opancar (L) | 2 januari 2007    | Hammarby IF         | Älta IF               |
| Försvarare  |           |                                |                   |                     |                       |
| 2           | Sverige   | Jesper Lindahl                 | 27 februari 2005  | Hammarby IF         | Sverige               |
| 3           | Sverige   | Essayas Lwampindy-Bofua        | 10 augusti 2005   | Hammarby IF         | Sverige               |
| 4           | Nigeria   | Chikezie Okolie (L)            | 3 september 2004  | Futurepro SA        | Nigeria               |
| 5           | Sverige   | Casper Eklund (L)              | 11 mars 2004      | Hammarby IF         | Sandsbro AIK          |
| 8           | Sverige   | Jordan Simpson                 | 16 augusti 2003   | Trosa-Vagnhärad SK  | IF Brommapojkarna     |
| 16          | Sverige   | Matheo Elviersson Sica (L)     | 7 januari 2008    | Hammarby IF         | Solberga BK           |
| 17          | Sverige   | Oliver Reuterswärd Corlin      | 10 maj 2005       | Hammarby IF         | Sverige               |
| 21          | Sverige   | Emil Reyes Rigö (L)            | 21 april 2008     | Hammarby IF         | Spårvägens FF         |
| 39          | Sverige   | Oscar Fayli                    | 18 februari 2005  | Hammarby IF         | Vasalunds IF          |
| 41          | Ghana     | Raymond Dwomoh (L)             | 3 juli 2006       | Jayash SA           | Ghana                 |
| 66          | Sverige   | Kalle Selin Stregart           | 16 februari 2004  | Hammarby IF         | IFK Haninge           |
| 71          | Sverige   | Liam Mahachai Källman          | 23 februari 2006  | Hammarby IF         | Sverige               |
| Mittfältare |           |                                |                   |                     |                       |
| 7           | Sverige   | Benjamin Laturnus              | 30 december 2003  | Nordic United       | Sverige               |
| 11          | Sverige   | Oscar Steinke Brånby           | 7 februari 2006   | Hammarby IF         | Boo FF                |
| 18          | Sverige   | Björn Hedlöf (L)               | 14 juli 2008      | Hammarby IF         | Ursvik IK             |
| 20          | Ghana     | Nicholas Ablido (L)            | 24 februari 2005  | Progen FC           | Lizzy FC              |
| 22          | Sverige   | Wilson Lindberg Uhrström (L)   | 23 mars 2006      | Hammarby IF         | Hammarby IF           |
| 28          | Sverige   | Adrian Lahdo (L)               | 26 december 2007  | Hammarby IF         | Arameisk-Syrianska IF |
| 44          | Albanien  | Gent Elezaj (L)                | 11 april 2005     | Hammarby IF         | Hammarby IF           |
| 80          | Sverige   | William Axelsson Tervonen      | 23 oktober 2002   | Hammarby IF         | Hammarby IF           |
| -           | Sverige   | Gustav Andrén (L)              | 12 mars 2007      | Hammarby IF         | Täby FK               |
| -           | Sverige   | Johannes Tahan (L)             | 23 mars 2008      | Hammarby IF         | Syrianska FC          |
| Anfallare   |           |                                |                   |                     |                       |
| 9           | Nigeria   | Odera Samuel Adindu (L)        | 4 juni 2006       | Futurepro SA        | Nigeria               |
| 10          | Sverige   | Keyano Marrah (L)              | 15 september 2006 | Hammarby IF         | Sverige               |
| 15          | Sverige   | Elton Hedström                 | 11 juli 2003      | Skellefteå FF       | Ersmarks IF           |
| 19          | Sverige   | Milian Öberg (L)               | 9 augusti 2008    | Hammarby IF         | Kvarnby IK            |
| 24          | Nigeria   | Mohammed Tijjani (L)           | 7 juli 2006       | Mailantarki Care    | Nigeria               |
| 33          | Sverige   | Mohamed Issack                 | 24 mars 2005      | Kalmar FF           | Sverige               |

## Tränare

### Huvudtränare
| - 2002-2006 Tommy Davidsson - 2007 Stefan Fredriksson - 2008-2010 Roger Franzén - 2010 Matts Jonsson - 2011 Klebér Saarenpää - 2019-2020 Bo Wester och Lars-Magnus Wester - 2021 Janne Mian (Jan-Maj) - 2021 Ulf Kristiansson (from juni) - 2022 Nenad Djordjević - 2023 Imad Khalili (januari-juni) - 2023 Fredrik Samuelsson (from juli) |

## Spelare som representerat både HTFF och Hammarby IF Fotbolls A-lag
- Wilson Lindberg Uhrström (2025)
- Adam Akimey (2025)
- Jardell Kanga (2024)
- Adrian Lahdo (2024)
- Ibrahima Breze Fofana (2024)
- Kingsley Gyamfi (2024)
- Hampus Skoglund (2024)
- Gent Elezaj (2024)
- Marcus Rafferty (2023)
- Deniz Gül (2023)
- Saidou Alioum (2023)
- Noah John (2023)
- Markus Karlsson (2023)
- Ludvig Svanberg (2023)
- Montader Madjed (2023)
- Nathaniel Adjei (2022)
- Fredrik Hammar (2022)
- Loué Bayéré Junior (2022) flyttades från A-laget till HTFF
- Kalle Björklund (2022) flyttades från A-laget till HTFF
- Alper Demirol (2022)
- Ben Engdahl (2022)
- Mayckel Lahdo (2021)
- Filston Mawana (2021) flyttades från A-laget till HTFF
- Josafat Mendes (2021)
- Jusef Erabi (2021)
- Williot Swedberg (2021)
- Axel Sjöberg (2021)
- Robin Tranberg (2011)
- Erik Figueroa (2011)
- Kevin Angleborn (2011)
- Fredrik Forsberg (2011)
- Freddy Söderberg (2010) flyttades från A-laget till HTFF
- Matthias Olsson (2010)
- Max Forsberg (2010)
- Christer Gustafsson (2010)
- Valentino Pidré (2010)
- Fadi Malke (2010)
- Mauro Saez Jarpa (2010)
- Sebastian Bojassén (2010)
- Johannes Hopf (2009)
- Marcus Törnstrand (2009)
- Simon Helg (2008)
- Carlos Gaete (2008)
- Isak Dahlin (2007)
- George Moussan (2007)
- Alagie Sosseh (2007)
- José Monteiro de Macedo (2006)
- Sebastian Castro-Tello (2006)
- Sebastian Senatore (2006)
- David Johansson (2004)
- Erkan Zengin (2004)
- Haris Laitinen (2004)
- Fredrik Stoor (2004)
- Elvis da Silva Santana (2004) flyttades från A-laget till HTFF
- Erik Pilfalk (2003) flyttades från A-laget till HTFF
- Charlie Ejerholm (2002) flyttades från A-laget till HTFF
- Ahmet Özdemirok (2002) flyttades från A-laget till HTFF
- Vasilis Birbas (2002) flyttades från A-laget till HTFF

## Spelare som inte representerat Hammarbys A-lag men gått vidare till andra elitklubbars A-lag
- William Hofvander, AIK Fotboll och Umeå FC
- Melvin Bajrovic, Örebro SK Fotboll
- Hampus Söderström, Örebro SK Fotboll och Skövde AIK
- Simon Andersson, Vendsyssel FF (Danmark)
- Nobel Gebrezgi, Åsane Fotball (Norge)
- Sebastian Selin,  Åsane Fotball (Norge)
- Mamane Amadou Sabo, KF Skënderbeu (Albanien), IFK Mariehamn (Finland)
- Elias Mohammad, ADO Den Haag (Holland)
- Kristoffer Grauberg, IK Oddevold, Vestri Ísafjördur (Island)
- Mamadouba Diaby, Degerfors IF
- Maxime Sainte, Varbergs BoIS FC
- Vilmer Rönnberg, Varbergs BoIS FC,  B36 Tórshavn (Färöarna)
- Leon Hien, Odds BK (Norge) och Degerfors IF
- Aziz Harabi, Union Sportive Monastirienne (Marocko)
- David Akpan Ankeye, ES Hammam Sousse (Tunisien), FC Sheriff (Moldavien), Genoa CFC (Italien)
- Alfred Olatomi Olaniyan, Örebro SK
- Jaheem Burke, Varbergs BoIS FC, Västerås SK,  FC Spartak Trnava (Slovakien)
- William Weidersjö, Port FC (Thailand),  Uthai Thani FC (Thailand)
- Alex Douglas, Västerås SK,  Lech Poznań (Polen)
- Theodor Johansson, Östers IF
- Richard Jansson Ljungskile SK och Assyriska FF
- Magnus Tappert bl.a. Kalmar FF, Degerfors IF, Herfølge BK, Raufoss IL och IK Brage
- Kristoffer Junegard bl.a. IF Brommapojkarna och Syrianska FC
- Peter Magnusson bl.a. Djurgårdens IF, HJK Helsingfors och Sandefjord Fotball
- Elliot Käck bl.a. Sirius och Djurgårdens IF
- Christoffer Lundin IK Sirius
- Filip Almström Tähti Västerås SK och Örgryte IS
- Mahmoud Eid bl.a. Kalmar FF, GAIS och Al-Mesaimeer Sports Club (Qatar)
- Patrick Pupparo AFC Eskilstuna